# ダウォン・カーン
ダウォン・カーン（英語: Dawon Kahng、朝鮮語: 강대원、1931年5月4日 - 1992年5月13日）は、朝鮮系アメリカ人の電気工学者、発明家。
固体電子工学における業績で知られ、1959年にモハメド・アタラとともにMOSFETを発明したことで有名。アタラとともにMOSFET半導体デバイス製造のPMOSとNMOSプロセスを発展させた。MOSFETは、最も広く使用されているタイプのトランジスタであり、近年の電子機器の基本素子である。
カーンとアタラは後にMOS集積回路の概念を提案し、1960年代初頭にショットキーダイオードとナノ層ベーストランジスタに関する先駆的な研究を行った。その後、1967年にサイモン・ジィーとともに浮遊ゲートMOSFET(FGMOS)を発明した。カーンとジィーは、FGMOSは不揮発性メモリ(NVM)やリプログラマブルROM(ROM)の浮遊ゲートメモリセルとして使用できることを提案した。NVMやROMはEPROM (erasable programmable ROM)、EEPROM (electrically erasable programmable ROM)やフラッシュメモリ技術の基礎となった。2009年に全米発明家殿堂入りした。

## 経歴
1931年5月4日、朝鮮の京城府（現在の韓国ソウル）生まれ。韓国のソウル大学校で物理学を学び、1955年にアメリカ合衆国に移住し、オハイオ州立大学に入学し、1959年に電気工学の学位を得た。

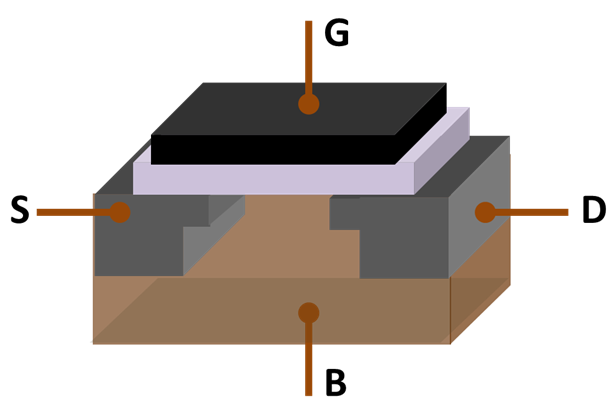
MOSFETは1959年にベル研究所でカーンと同僚のモハメド・アタラにより発明された。

ニュージャージー州マレーヒルのベル研究所の研究員であり、1959年にモハメド・アタラとともに今日の電子機器の基本素子であるMOSFET（金属酸化膜半導体電界効果トランジスタ、metal–oxide–semiconductor field-effect transistor）を発明した。彼らは20 µmプロセスでPMOSデバイスとNMOSデバイスの両方を製造した。
MOS技術の研究を拡張し、後にショットキーバリアと呼ばれるものを使用するホットキャリアデバイスの先駆的な研究を行った。ショットキーバリアダイオードは何年も前から理論化されていたが、1960-61年のカーンとアタラの研究の結果として初めて実現された。1962年にその結果を発表し、そのデバイスを半導体金属エミッタを備える「ホットエレクトロン」三極構造("hot electron" triode structure with semiconductor-metal emitter)と呼んだ。ショットキーダイオードは、ミキサの用途で重要な役割を担うようになった。その後、彼らは高周波ショットキーダイオードに関するさらなる研究を行った。
1962年、カーンとアタラは、初期の金属ナノ層ベーストランジスタを提案し、実証した。このデバイスは、2つの半導体層の間にナノメートルの厚さの金属層が挟まれており、金属がベースを形成し、半導体がエミッタとコレクタを形成する。薄い金属ナノ層ベースにおいて抵抗が小さく遷移時間が短いため、デバイスはバイポーラトランジスタと比較して高い周波数での動作が可能であった。彼らの先駆的な研究は、金属層（ベース）を単結晶半導体基板（コレクタ）の上に堆積することであり、エミッタは金属層（点接触）に上部又は尖っていない角がプレスされた結晶半導体片である。彼らはn型ゲルマニウム(n-Ge)上に厚さ10nmの金 (Au) 薄膜を堆積し、点接触はn型シリコン(n-Si)であった。
同僚のサイモン・ジィーとともに浮遊ゲートMOSFETを発明し、1967年に初めて報告した。彼らはまた、様々な形態の半導体メモリデバイスの基礎となる浮遊ゲートメモリセルを発明した。1967年には浮遊ゲート不揮発性メモリを発明し、MOS半導体デバイスの浮遊ゲートがリプログラマブルROMのセルに使用できることを提案した。これは後にEPROM (erasable programmable ROM)、EEPROM (electrically erasable programmable ROM) やフラッシュメモリ技術の基礎となった。強誘電体半導体や発光材料の研究も行い、エレクトロルミネセンスの分野に重要な貢献をした。
ベル研究所を退職後、ニュージャージー州のNEC研究所の初代所長となった。IEEEフェローであり、ベル研究所のフェローでもあった。破裂した大動脈瘤のための緊急手術後の合併症により死去した。

## 受賞など
カーンとアテラは、1975年にMOSFETの発明により、フランクリン協会のスチュアート・バレンタイン・メダルを受賞している。2009年には全米発明家殿堂入りしている。2014年に、1959年のMOSFETの発明が電子工学のIEEEマイルストーンに入っている。